# Koncentrationsläger i Nazityskland

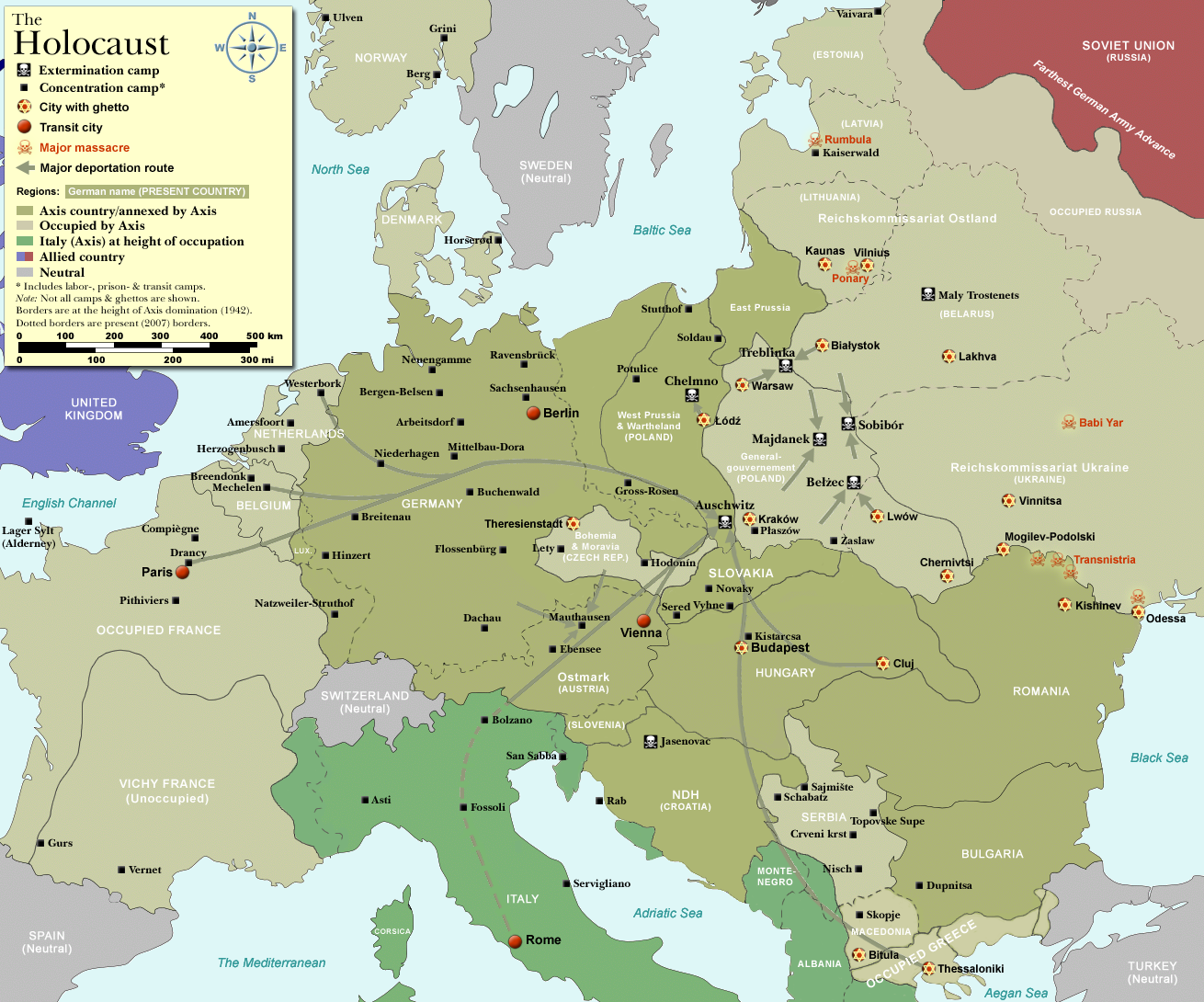
Karta som visar koncentrationsläger, förintelseläger och getton.

Den nazistiska regimen i Tyskland 1933–1945 upprättade koncentrationsläger (tyska: Konzentrationslager) för internering av personer som ansågs hota rikets säkerhet eller den tyska rasens renhet. Lägren drevs av SS under ledning av Reichsführer Heinrich Himmler.
Det första lägret upprättades under Hitlers maktövertagande 1933 då flera tusen politiskt oppositionella internerades. Under de följande fyra åren fanns omkring sex koncentrationsläger med sammanlagt mellan 4 000 och 7 750 fångar. Under 1937/1938 växte lägersystemet och eskalerade under krigets sista år. Den största förändringen skedde 1942 då lägren blev en del av krigsekonomin och började leverera arbetskraft till industrin. Samtidigt påbörjades massmorden på judar i lägren Majdanek och Auschwitz. Under krigsåren fyrdubblades antalet huvudläger och mängden internerade fångar ökade till hundratusentals. I januari 1945 fanns det omkring 730 läger och satellitläger och fler än 700 000 fångar. Den enorma utvidgningen av lägersystemet både vad gäller antal läger och antalet fångar var en konsekvens av tyskarnas behov av arbetskraft till krigsindustrin och det ideologiska målet att utrota Europas judar.
Omkring 1 650 000 personer sändes till koncentrationsläger mellan 1933 och 1945; av dessa dog drygt en miljon. Till detta antal kan läggas den dryga miljon judar som fördes till och mördades i förintelseanläggningarna i lägren Majdanek och Auschwitz. Offren i förintelselägren Sobibór, Bełżec, Treblinka och Chełmno är inte medräknade här.
Benämningen koncentrationsläger (tyska: Konzentrationslager) hade tyskarna lånat från de interneringsläger (engelska: concentration camps), vilka engelsmännen inrättade i Sydafrika under boerkrigen 1879-1915. I Nazityskland var det rent formellt endast läger som tillhörde SS:s myndighet Inspektionen för koncentrationslägren som hade beteckningen koncentrationsläger. Där fanns även en mängd andra internerings- och arbetsläger men de hade andra beteckningar.
Det tyska ordet Konzentrationslager förkortas KZ eller KL.

## Utvecklingen av koncentrationslägren 1933-1945
För att få en överblick över hur koncentrationslägersystemet förändrades har forskare delat in de tolv åren i perioder. Alltifrån tre till sex perioder har presenterats av olika historiker. Den engelske forskaren Nikolaus Wachsmann föreslår sex perioder. Det är hans indelning och beskrivning av perioderna som används här.

### Åren 1933-1934, de tidiga lägren

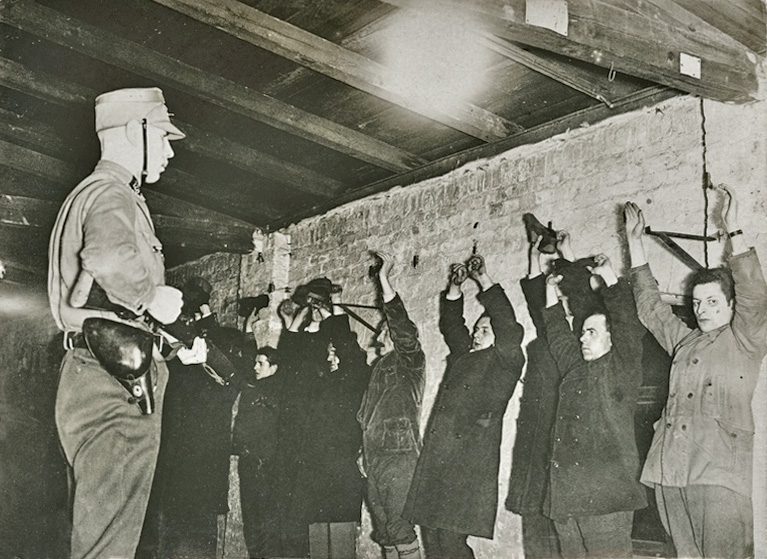
Kommunister arresterade av SA, 1933.

Efter att Adolf Hitler utnämnts till rikskansler den 30 januari 1933 gällde det för nazisterna att försäkra sig om makten. Med stöd av det undantagstillstånd (tyska: Reichstagsbrandverordnung) som infördes som följd av riksdagshusbranden den 27 februari genomförde nazisterna våldsamma razzior hos politiska motståndare och fängslade oppositionella. Framträdande i dessa aktioner för att säkra nazisternas maktposition var de paramilitära organisationerna SA och SS. Under 1933 arresterades och internerades omkring 150 000 personer. De flesta var internerade under en kortare tid och vid årets slut släpptes flertalet genom utfärdandet av en jul-amnesti.
De ”tidiga lägren”, dit dessa fångar förts, var alltifrån tortyrkammare och fängelser till äldre straffläger som SA och SS nu använde. Inget var samordnat, inga tydliga regler gällde. Ett undantag var lägret Dachau som inrättades av Heinrich Himmler i mars 1933 och leddes av Theodor Eicke. Lägret var organiserat på ett sätt som sedan skulle komma att gälla för alla koncentrationsläger: den politiska polisen skötte arresteringarna, SS skötte lägret; en SS-division var stationerad runt lägret, en annan innanför; sträng disciplin gällde med hårda regler och brutal bestraffning. En professionell SS-kår grundades.

### Åren 1934-1937, formering och koordination

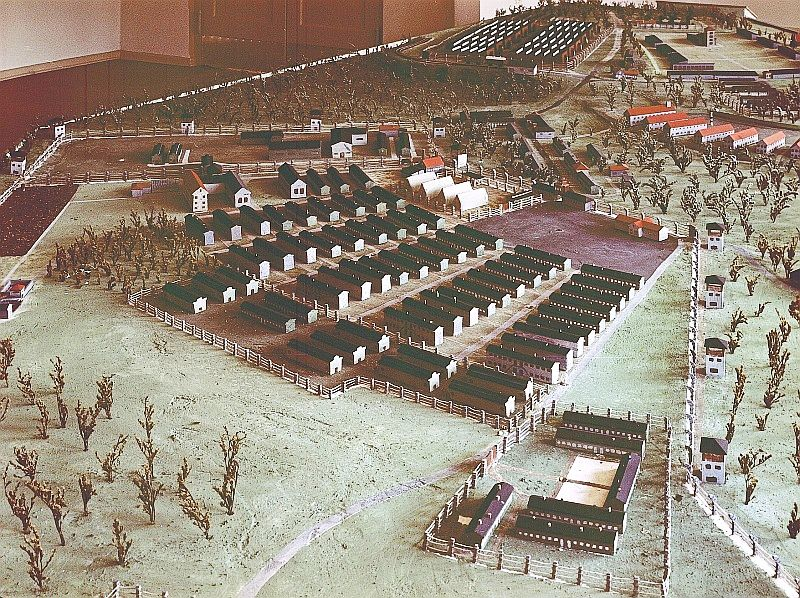
Modell av Buchenwald.

I maj 1934 övertog och omorganiserade SS lägret Lichtenburg och fler läger skulle följa. SS-chefen Heinrich Himmler utvidgade sin maktsfär; han blev nu också chef för den politiska polisen Gestapo. Genom nya rikstäckande lagar om arrestering, häktning och förvar som utfärdades av inrikesministeriet i april bekräftades Gestapos och SS-lägrens roll inom det nazistiska systemet. Efter De långa knivarnas natt den 30 juni, då SS och polisen, med Hitlers godkännande, mördade och fängslade SA:s ledning, tog SS över de läger som hållits av SA. En av organisatörerna bakom denna aktion var Eicke, chefen för Dachau.
I december 1934 grundade Himmler myndigheten Inspektoratet för koncentrationslägren, IKL (tyska: Inspektion der Konzentrationslager), med Eicke som chef. Endast läger knutna till IKL hade beteckningen koncentrationsläger. Genom Eicke och IKL samordnades de läger SS styrde och lägrens interna organisation likriktades.
Heinrich Himmler tillhörde de nazister som var förvissade om att Tyska riket måste rensas från de individer som hotade nationen och rasen; frimurare, kommunister, judar, kriminella, mentalsjuka och andra ”asociala” måste interneras eller avlägsnas. Den 17 juni 1936 utnämndes han till rikspolischef av Hitler. Hitler garanterade också att staten skulle stå för kostnaderna av SS:s koncentrationsläger.
Under 1936/1937 lät Eicke bygga två nya läger, Sachenhausen och Buchenwald. De var de första lägren som byggts med avsikt att bli koncentrationsläger - små helvetesstäder med rader av baracker, vaktkurer och vakttorn, avloppssystem och elektricitet, verkstäder och bostäder för SS-personal. Dachau byggdes om efter denna modell 1937/1938. SS:s hade nu tre läger för manliga fångar och inrättade KZ Lichtenburg som ett läger för kvinnor. Dessa läger var helt SS:s domän, vid taggtråden slutade rikets lag att gälla. 1936 hade Eicke etablerat SS:s Dödskalleförband (tyska: SS-Totenkopfverbände) för administration och övervakning av lägren.

### Åren 1937-1939, expansion

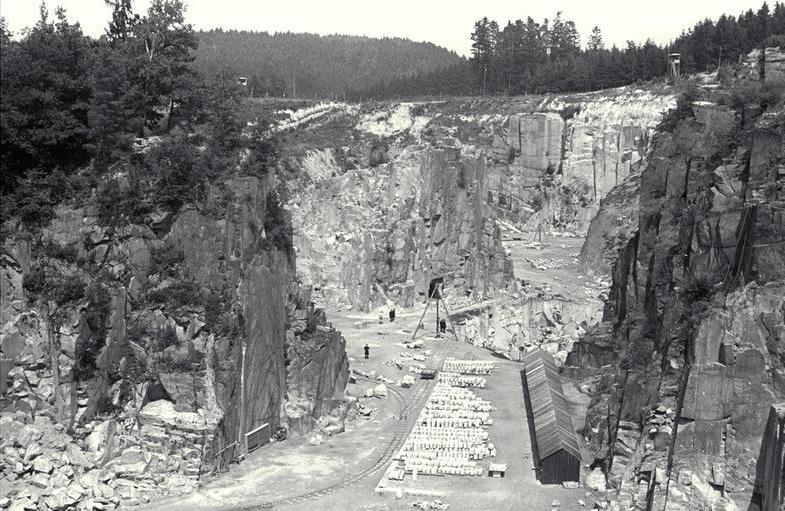
Stenbrottet i Mauthausen.

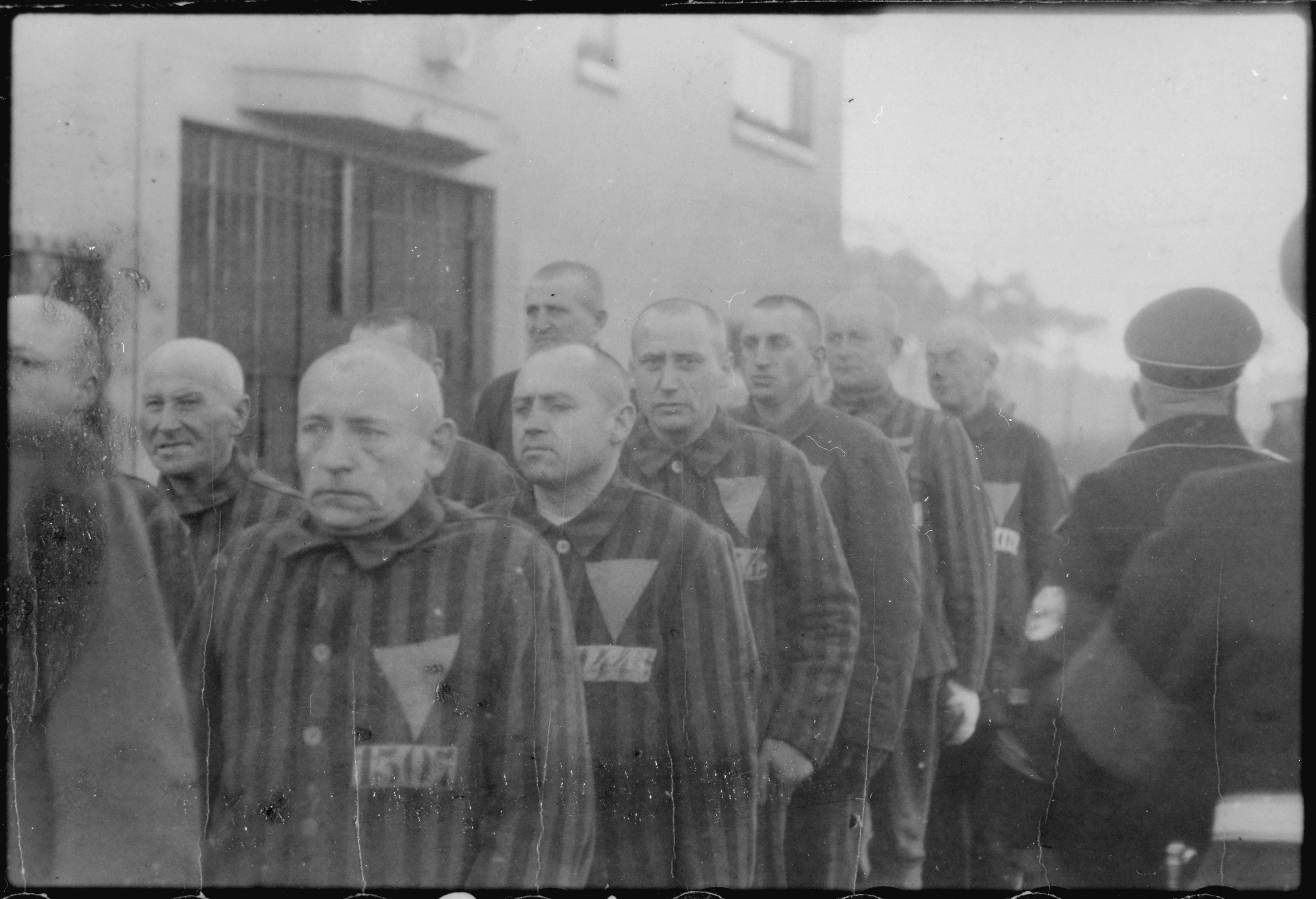
Lägerfångar i Sachsenhausen 1938.

Hösten 1936 fanns det 4 761 fångar i SS:s läger, under våren 1937 steg antalet till 7 750. Himmler hade ambitionen att bygga ut sitt lägersystem för att ta emot fler individer som utgjorde en säkerhetsrisk eller var främmande för den tyska ariska folkgemenskapen (tyska: Volksgemeinschaft). Han beräknade att lägren, i händelse av krig, skulle ha 20 000 internerade. Den siffran nåddes redan sommaren 1938 med 24 000 internerade. Ett nytt läger, Flossenbürg, öppnades i maj 1938 och ett par månader senare stod Mauthausen klart.
Antalet fångar steg under våren 1937 efter en order att arrestera ”yrkesförbrytare” som ledde till att ett par tusen personer sattes i läger. Våren och sommaren 1938 genomfördes aktioner mot ”arbetsskygga” och ”asociala” då över 10 000 personer arresterades. Ökningen förde med sig en förändring av lägerpopulationen, det var nu fler kriminella och "asociala" än politiska fångar i lägren.
Under 1938 utvidgades Himmlers planer till att utnyttja lägren, eller snarare fångarna, ekonomiskt. Tyskland var i behov av arbetskraft och Himmler såg möjligheten att använda lägrens fångar. Pådrivande i denna process var Hitlers och Albert Speers gigantiska planer för att bygga om Berlin och andra städer. Himmler lät grunda SS-företaget Tyska jord- och stenverken (tyska: Deutsche Erd- und Steinwerke) som skulle leverera byggmaterialen. Lägren Flossenbürg och Mauthausen förlades till stenbrott och vid Buchenwald och Sachsenhausen startade man tillverkning av tegel. Arresteringarna av ”asociala” under sommaren 1938 utökade lägrens och bolagets arbetsstyrka.
Judarna utgjorde vid denna tid endast en mindre del av lägrens fångar, med undantag för november 1938. Under Kristallnatten den 9 november arresterades 20-30 000 judiska män och fördes till lägren. Arresteringarna, liksom själva pogromen, var menad att skrämma judarna till emigration. De flesta av de arresterade männen släpptes efter några månader. Under dessa månader utsattes de judiska fångarna för brutal misshandel och flera hundra avled.
Kriget närmade sig och IKL förberedde för internering av fler statsfiender. Samtidigt drev Himmler på för att få SS:s Dödskalleförband antagna som stridande enheter. Hitler godkände dem som militära trupper i juni 1938. SS:s Dödskalleförband som 1937 bestått av runt 5 000 personer hade vid krigets början en kår på 22 000 män.

### Åren 1939-1941, krig och massmord
Knappt en månad efter andra världskrigets utbrott omorganiserade Himmler de olika polisenheterna - säkerhetstjänsten (SD), säkerhetspolisen (Sipo), kriminalpolisen (Kripo) och den politiska polisen (Gestapo) - till den nya myndigheten Rikssäkerhetsöverstyrelsen RSHA (tyska: Reichssicherheitshauptamt) med Reinhard Heydrich som chef. Med kombinationen RSHA och SS hade Himmler skapat Nazitysklands mest skoningslösa terrororgan.
Med kriget och den nya organisationen följde arresteringar inte bara av oppositionella, ”asociala” och judar, utan även personer från ockuperade områden; tusentals tjecker, veteraner från spanska inbördeskriget och polacker. Koncentrationslägren fylldes; 1940 var 53 000 personer internerade. Två nya läger inrättades detta år, dels Auschwitz i Polen för internering av polska oppositionella och dels Neuengamme vid Hamburg där Tyska jord- och stenverken tillverkade tegel. Lägren Natzweiler-Struthof i Alsace i Frankrike och Gross-Rosen, båda vid granitstenbrott, öppnades året efter.
I juni 1941 anföll Tyskland Sovjet för att förverkliga den nazistiska planen om ett utvidgat stortyskt rike i öst. Himmler räknade med att det skulle innebära att Tyskland fick tillgång till hundratusentals slavarbetare. Nu tillkom tre läger i öst: Auschwitz-Birkenau byggdes och interneringslägren Lublin/Majdanek och Stutthof övergick till att bli koncentrationsläger. De sovjetiska krigsfångar som inte avlidit i tyska krigsfångeläger fördes hit, liksom polacker, och judar. Överbeläggning, olidliga materiella och sanitära förhållanden, sjukdomar, våld och massavrättningar präglade lägren.
Mängden undernärda och orkeslösa lägerfångar växte oavbrutet. För att ”befria” lägren från dessa ”barlast-existenser” inledde Himmler ett samarbete med de ansvariga för det så kallade eutanasiprogrammet T4. Inom Aktion T4 dödades förståndshandikappade med gas. Våren 1941 påbörjade SS Aktion 14f13 som innebar att T4-läkare vid selektioner valde ut icke arbetsföra fångar som sedan sändes till eutanasianläggningar. Även fångar som på politiska och rasistiska grunder ansågs icke önskvärda sändes till T4:s gaskammare. Minst 14 000 fångar dödades på detta sätt.
Nästa aktion, 14f14, inriktade sig på sovjetiska krigsfångar. Denna gång skedde avrättningarna med olika metoder inom lägren, i Auschwitz använde man Zyklon B-gas. Inom aktion 14f14 mördades 38 000 sovjetiska krigsfångar. Aktionerna 14f13 och 14f14 var massmordsmetoder som SS skulle utveckla och använda för ”den slutgiltiga lösningen av judefrågan”.

### Åren 1942-1944, ekonomi och utrotning

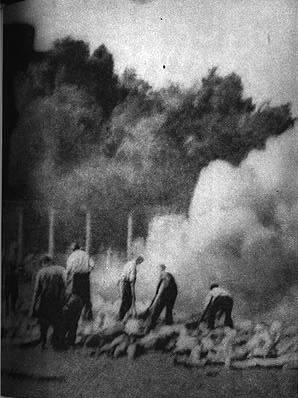
Lik bränns i Auschwitz. Foto taget av motståndsrörelsen 1944.

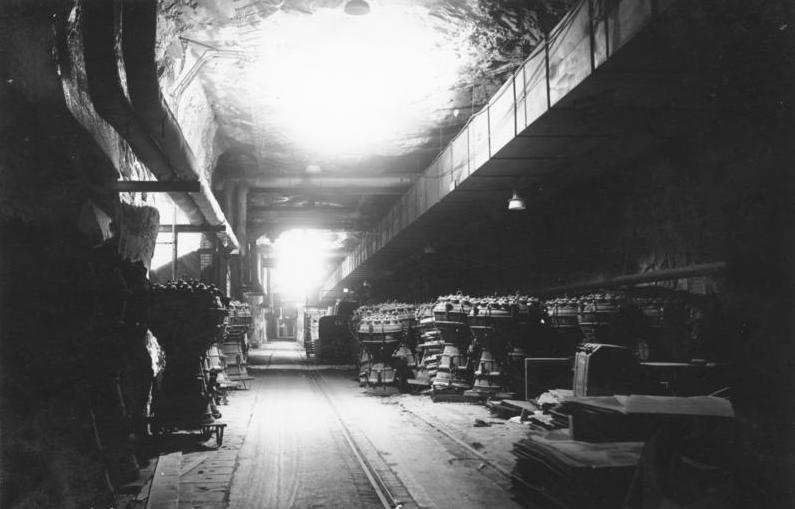
Underjordisk fabrik för produktion av V1 och V2-raketer, Mittelwerk vid Dora-Mittelbau.

Som en konsekvens av Tysklands misslyckade blixtkrig mot Sovjet och USA:s inträde i kriget inriktades Tysklands ekonomi 1942 helt på vapenproduktion. Nu blev koncentrationslägren leverantörer av arbetskraft till krigsindustrin. För att effektivisera verksamheten inlemmade Himmler och Oswald Pohl (chef för SS:s huvudkontor för administration och ekonomi) IKL i den nybildade Ekonomi- och administrationshuvudbyrån WVHA (tyska: Wirtschafts- und Verwaltungshauptamt) som blev huvudorganisationen för SS:s koncentrationsläger. Oswald Pohl genomförde även en förändring av personalstyrkan - en tredjedel av lägrens kommendanter byttes ut. De ersattes till största delen med officerare från SS-Dödskalleförband som deltagit vid fronten och som Pohl förväntade sig skulle styra lägren bättre. Med den nya organisationen försökte Himmler driva vapenfabriker inom lägren men efter påtryckningar från Albert Speer, rikets nyutnämnde rustningsminister (tyska: Reichsminister für Bewaffnung und Munition), valde man att flytta fångarna utanför lägren till fungerande fabriker och där installera mindre satellitläger (tyska: Nebenlager). Tusentals lägerfångar från Östeuropa och Sovjet fraktades nu till satellitläger där SS hyrde ut dem till statliga och privata vapenindustrier.
Nazistregimen inledde samtidigt genomförandet av ”den slutgiltiga lösningen av judefrågan”, det vill säga utrotandet av Europas judar. Inom Aktion Reinhard uppfördes 1941/42 förintelselägren Treblinka, Bełżec och Sobibór. Inom sfären av koncentrationsläger övergick två till att bli förintelseläger: Majdanek och Auschwitz-Birkenau. Majoriteten av de hundratusentals judar som anlände till Auschwitz fördes efter selektion direkt till gaskamrarna, de övriga sändes som SS:s slavarbetare till krigsindustrin. 1943 övertog WVHA tre arbetsläger och getton i Baltikum som nu blev koncentrationsläger: Riga-Kaiserwald, Kaunas och Vaivara. Något senare inlemmades även det polska lägret Kraków-Płaszów. Dessa läger hade så gott som uteslutande judiska fångar. Samma år inrättades Herzogenbusch i Holland, ett läger som framför allt fungerade som ett transitläger för deportation av judar i väst till förintelselägren.
Det största lägret, Auschwitz, byggdes ut 1943 med arbetslägret Monowitz. Det var ett av de första exemplen på ett stort läger som etablerades tillsammans med ett industriföretag, i detta fall IG Farben och fabriken Buna-Werke. Andra samarbetsprojekt var de mellan Sachsenhausen och flygplansfabriken Heinkel samt mellan Mauthausen och motorföretaget Steyr-Daimler-Puch. Det mest anmärkningsvärda industriprojekt som SS medverkade i var den underjordiska fabriken för V2-raketer, Mittelwerk, för vilken lägret Dora-Mittelbau inrättades. Arbetet vid denna underjordiska fabrik, avsedd att skydda vapenproduktionen från de allierades bombningar, krävde tusentals lägerfångars liv. Fler fångar avled i Dora-Mittelbau än personer som dödades av V2-bomber..
Himmlers och Pohls försök att effektivisera lägren med en ny organisation och ny personal misslyckades. Pohls kommendanter visade sig odugliga till att driva vapenindustrier med tiotusen arbetare eller fler. Det ledde istället till den enorma utvidgning av lägersystemet med hundratals satellitläger vid externa fabriker och till en katastrofal försämring och brutalisering av lägren med massdöd som följd.
Lägerfångarna arbetade antingen i fabriker eller med byggnadsarbete. Genom återkommande selektioner sorterades de; de mest arbetsdugliga sändes till fabriker, de övriga till byggen, och de helt uttjänta sändes till döden. De uttjänta transporterades till läger där de avrättades eller till områden inom lägren där de lämnades att dö, till exempel det ”lilla lägret” i Buchenwald och ”Sanitetslägret” i Mauthausen. Utdömda och döda fångar ersattes av en leverans med nya. Huvudlägren blev knutpunkter och växelstationer där ett flöde av döende och nya fångar passerade.

### Åren 1944-1945, klimax och kollaps
Ju mer trängt Tyskland blev under krigets sista år desto mer satsades på krigsindustrin och desto fler personer deporterades, från hela Europa, till tyska koncentrationsläger. I augusti 1943 fanns det 224 000 fångar i lägren, i augusti 1944 hade siffran stigit till 524 286 och den 15 januari 1945 var antalet 714 211.
Samtidigt fortgick mördandet av judar. Under försommaren 1944 kom över 430 000 judar från Ungern till Auschwitz-Birkenau. 320 000 av dem gasades ihjäl direkt efter ankomsten, de flesta av dem som vid selektionen ansågs lämpade för arbete sändes till satellitläger i Tyskland och Österrike.
Rustningsminister Albert Speer och den privata industrin var de mest pådrivande krafterna bakom den ökade deportationen av arbetskraft till Tyskland. Hösten 1944 övertog Speer ansvaret för fördelningen av slavarbetskraft till industrin från SS. Under detta år, då Tyskland var på väg mot undergång, växte nätverket av läger till att, i januari 1945, omfatta över 730 satellitläger av vilka de flesta låg i Tyskland. Hela lägersystemet förflyttades undan för undan västerut mot Tyskland, bort från östfronten. Lägerfångarna, i huvudsak judar, forslades från läger till läger till olika produktionsenheter i tyskarnas obändiga försök att upprätthålla produktionen av krigsmaterial.
Västallierade trupper landsteg i Normandie i juni 1944 och de sovjetiska styrkorna ryckte fram i öst och hade under sommaren avancerat genom Belarus. Himmler beordrade då evakuering av koncentrationslägren i öst: Majdanek, Płaszów och lägren i Baltikum. I väst övergavs lägren Herzogenbusch och Natzweiler. I början av 1945 evakuerades Auschwitz, Gross-Rosen och Stutthof. Majoriteten av de fångar som evakuerades från läger i öst till läger i Tyskland var judar. På grund av bristen på arbetskraft tillät nu Himmler att judar fördes in i riket. Det var således först nu, under krigets sista år, som judarna blev en av de största fångkategorierna i koncentrationslägren inom Tyska Riket.

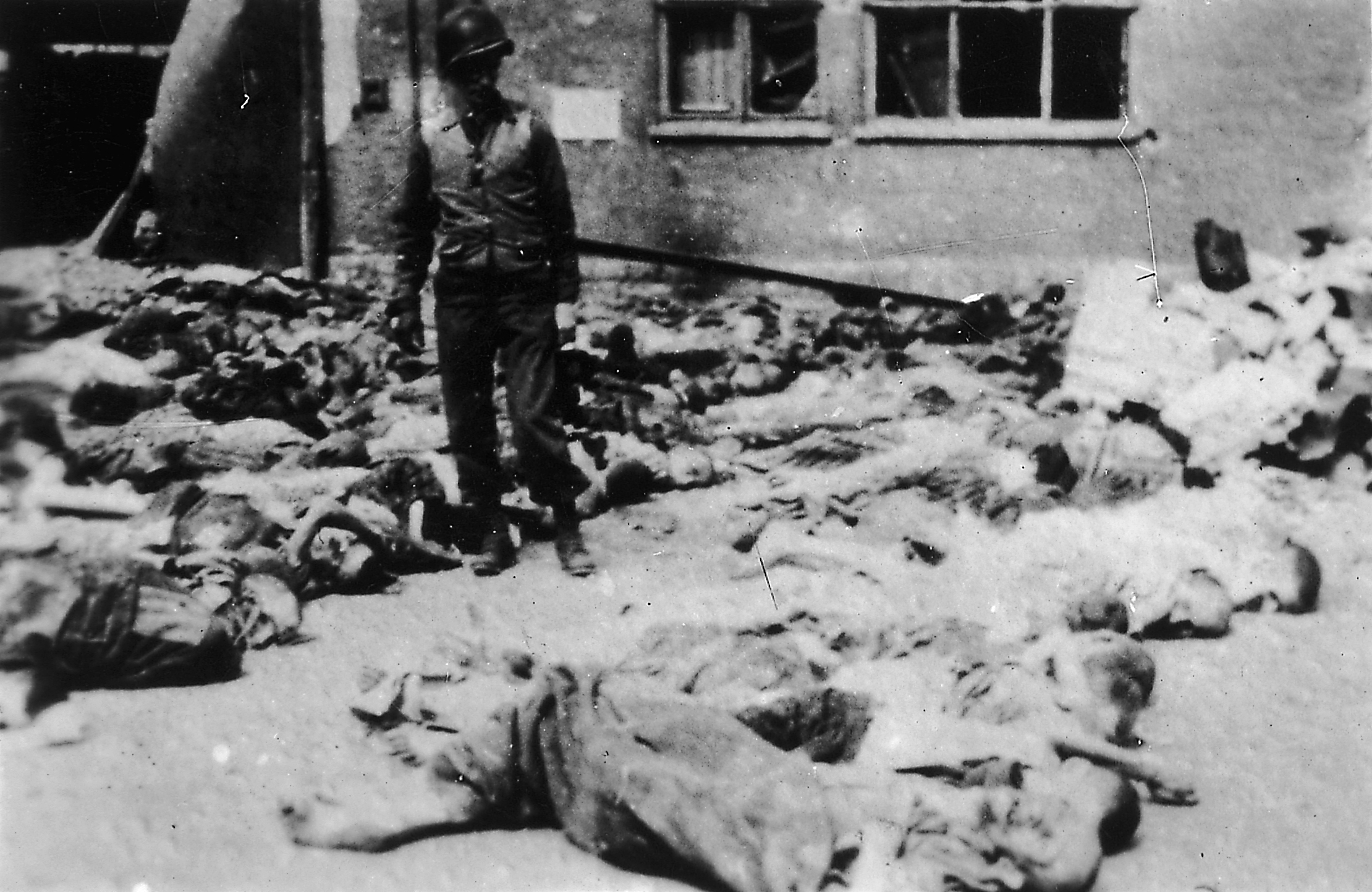
En amerikansk soldat vid lik framför krematoriet i Buchenwald. 16 april 1945

Det var också under detta år som spridningen och ökningen av satellitläger nådde sin kulmen – under 1944 etablerades närmare 600 satellitläger. Denna stegrande spiral av utspridda läger och ständiga förflyttningar av fångar alltmedan de allierades trupper närmade sig fick sitt slut under våren 1945, då de sista koncentrationslägren och satellitlägren evakuerades eller övergavs.
Evakueringarna var i det närmaste kaotiska. Order och riktlinjer från centrala SS nådde inte alltid fram. Många beslut togs på lokal nivå av SS-officerare och soldater. För fångarna utgjorde detta en outhärdlig situation. De evakuerades delvis med godståg men tiotusentals tvingades gå, i så kallade dödsmarscher, till andra läger. Stora delar av dessa vandrande kolonner av lägerfångar dog av utmattning eller sköts till döds. Av en grupp om 3 000 fångar som lämnade Auschwitz-Birkenau den 18 januari 1945 kom endast 280 personer fram till sin destination 500 kilometer bort två månader senare.
Under krigets sista månader var koncentrationslägren dödsläger. Svält, epidemier, dödsskjutningar och gaskammare medförde allt fler dödsoffer. Bara under mars månad 1945 dog 18 000 i fångar i Bergen-Belsen. Det finns inga säkra uppgifter på hur många som dog under vintern och våren 1945 men nästan hälften av de cirka 700 000 fångar som var registrerade i januari var döda vid krigsslutet i maj.
När de allierades trupper kom till lägren fann de tiotusentals kraftlösa fångar och högar av lik.

## Lista över huvudläger

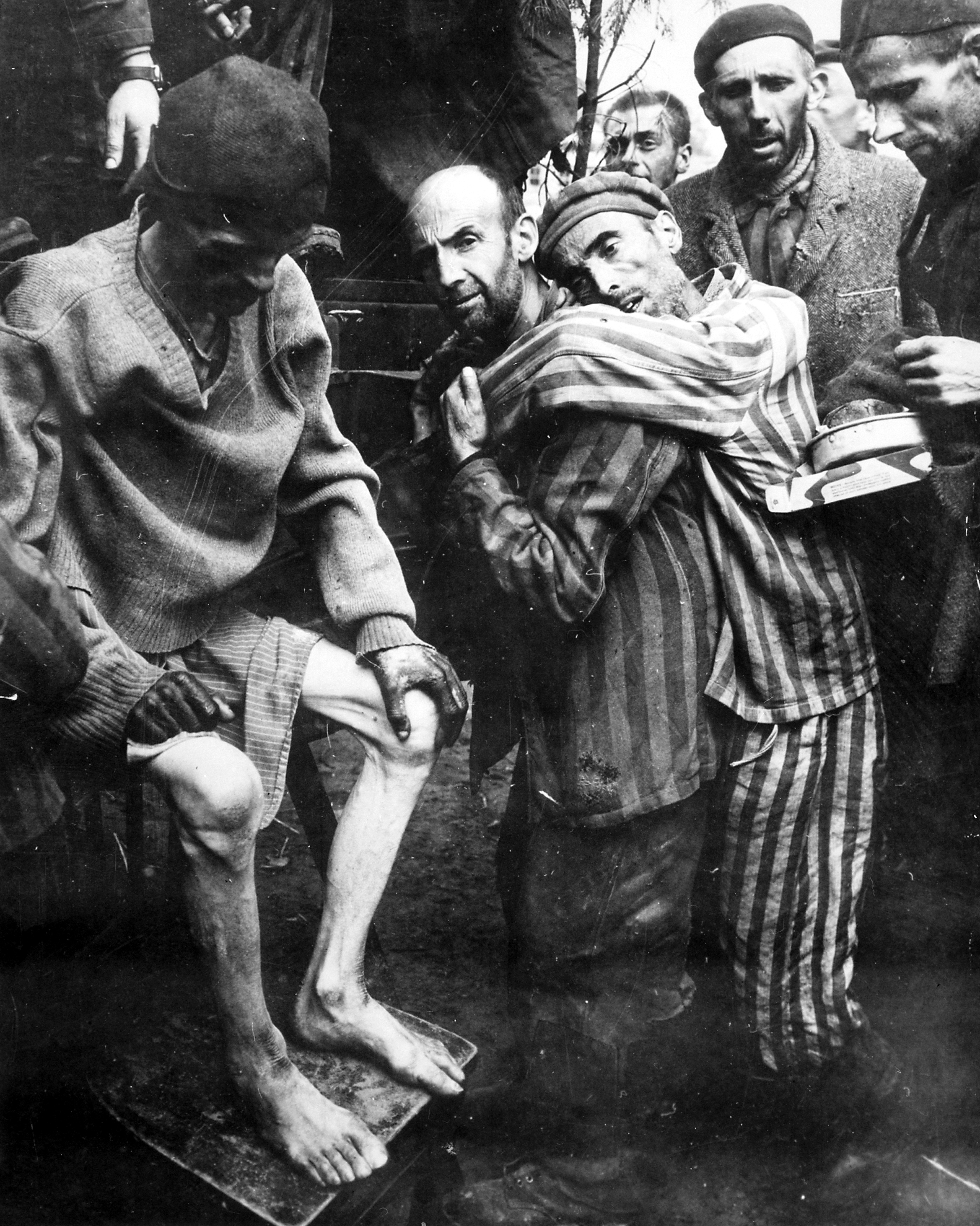
Fångar i satellitläget Wöbbelin. 1945.

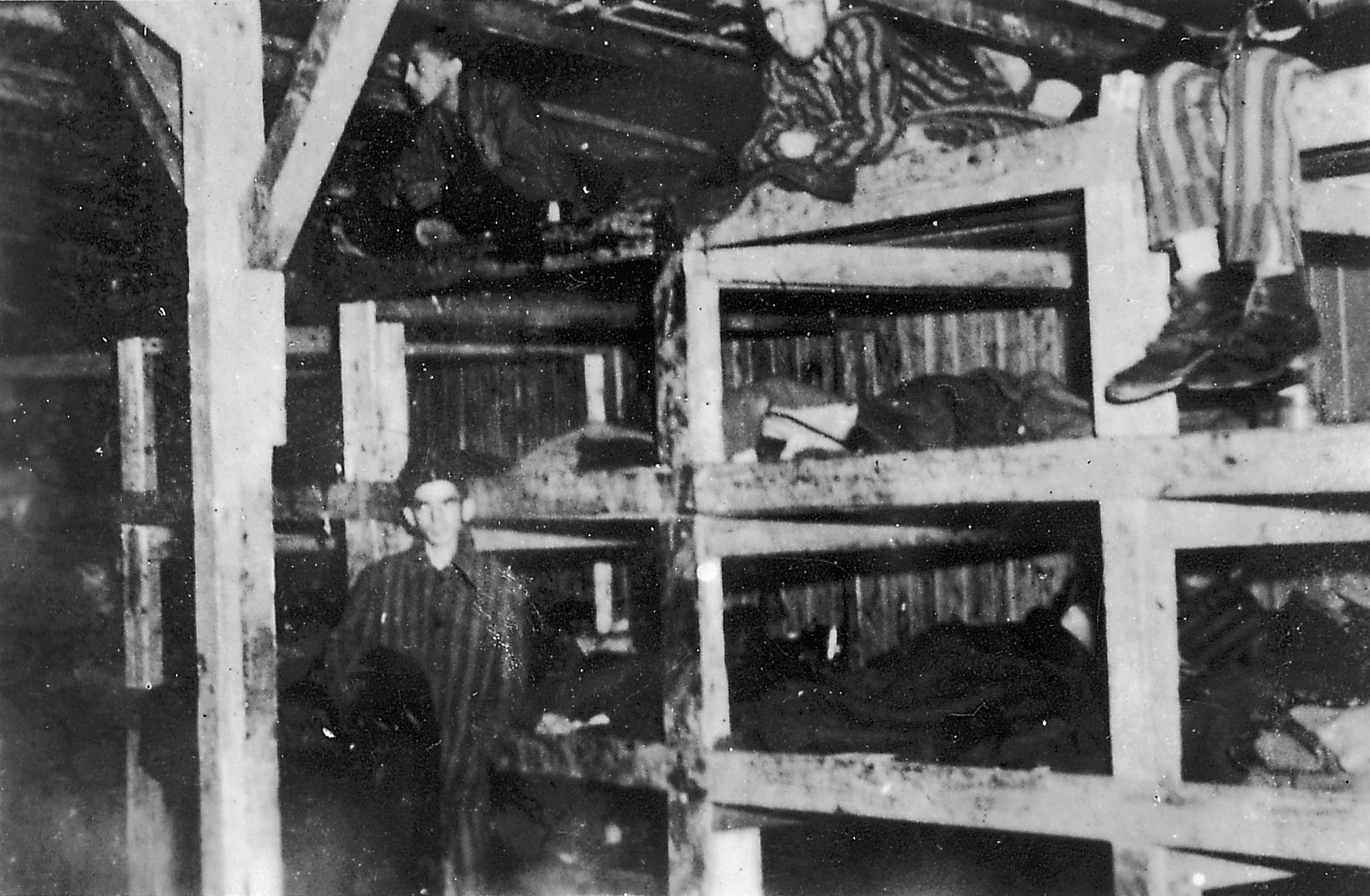
Fångar i en barack, Buchenwald 1945.

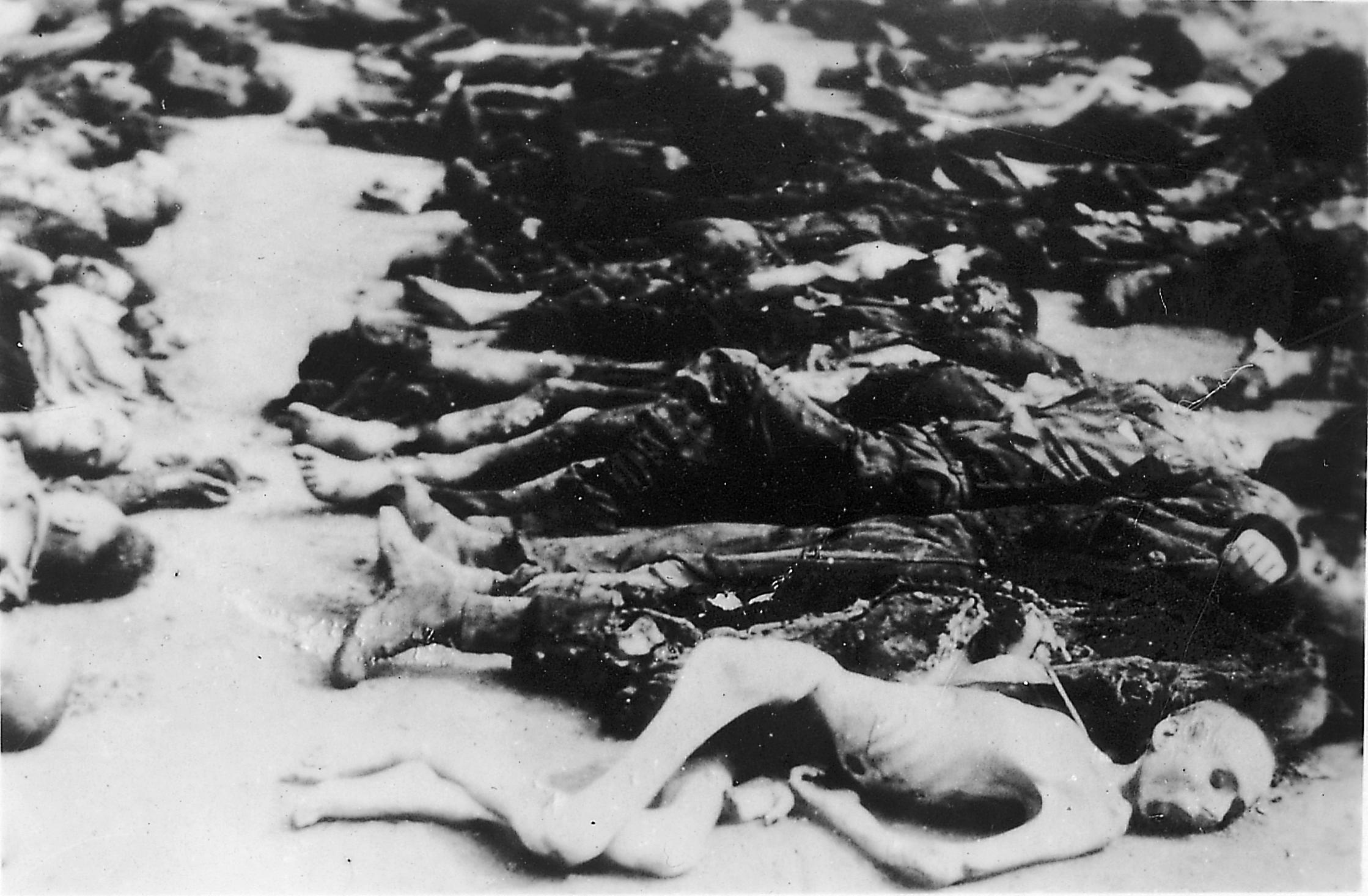
Lik av fångar, Buchenwald 1945.

Det fanns omkring 25 huvudläger (tyska: Hauptlager) i Nazityskland. Till dessa huvudläger hörde över 1 000 satellitläger (tyska: Außenlager, Nebenlager) varav de flesta etablerades under krigsåren. Listan över huvudläger nedan är ordnad efter lägrens tillkomstår. Datumen anger den period lägren var huvudläger, en del läger var före eller efter denna period satellitläger, arbets-, straff- eller krigsfångeläger.
- KZ Dachau, mars 1933 – april 1945
- Bad Sulza, oktober 1933 - augusti 1937
- Columbia-Haus, 27 december 1934 - 5 november 1936
- Moringen, 1933 – mars 1938
- KZ Lichtenburg, juni 1933 – maj 1939
- Sachsenburg, maj 1933 - juli 1937
- Esterwegen (ett s.k. Emslandlager[31]) augusti 1933 - januari 1937
- Sachsenhausen, juli 1936 – april 1945
- Buchenwald, juli 1937 - april 1945
- Flossenbürg, maj 1938– april 1945
- Mauthausen (Österrike), augusti 1938 – maj 1945
- Neuengamme, 1938/1940 – maj 1945
- Ravensbrück, maj 1939 – april 1945
- Stutthof (Polen), 1939/1941 – 25 januari 1945
- Auschwitz (Polen), maj 1940 – januari 1945
- Gross-Rosen, 1940/1941 – februari 1945
- Schirmeck-Vorbruck (Alsace), 2 augusti 1940 - augusti 1944
- Hinzert, juli 1940 – mars 1945
- Natzweiler-Struthof (Alsace), 21 april 1941 - november 1944
- Lublin/Majdanek (Polen), juli 1941 – juli 1944
- Auschwitz-Birkenau (Polen), 1941 – januari 1945
- Auschwitz-Monowitz (Polen), oktober 1942 – januari 1945
- Herzogenbusch (Nederländerna), januari 1943 – september 1944
- Riga-Kaiserwald (Lettland), mars 1943 - september 1944
- Vaivara (Estland), 19 september 1943 – 4 februari 1944
- Bergen-Belsen, december 1943 – februari 1945
- Dora-Mittelbau, 1943/1944 – april 1945
- Kauen (Kaunas, Litauen), 15 september 1943 – 14 juli 1944
- Kraków-Płaszów (Polen), 10 januari 1944 – 14 januari 1945

Det speciella läger-gettot Theresienstadt (1941/1942 - april 1945) i Protektoratet Böhmen-Mähren var underställt Reichszentrale für jüdische Auswanderung och inte IKL.
Förintelselägren Bełżec (mars-december 1942), Sobibór (maj 1942- oktober 1943), och Treblinka (juli 1942-augusti 1943) som drevs inom Aktion Reinhard och Chełmno (december 1941- mars 1943, och sommaren 1944), lydde under SS men ingick inte formellt i koncentrationslägersystemet.

## Andra läger i Tyska riket och ockuperade länder
Utöver koncentrationslägren upprättade nazisterna en mängd olika typer av ”tvångsläger” (ty:Zwangslager) som inte tillhörde det centralstyrda koncentrationslägersystemet som kontrollerades av Inspektoratet för koncentrationslägren i Berlin. 
I det tyska standardverket om koncentrationslägren Der Ort des Terrors och på tyska Riksarkivets hemsida behandlas en rad lägertyper som också var en del av den nazistiska terrorn. Några av dessa lägertyper beskrivs här nedan.

### Förintelseläger
Förintelselägren Chełmno, Bełżec, Sobibór och Treblinka inrättades av SS 1941/42 för ett enda ändamål - att så effektivt som möjligt döda största möjliga antal människor. Lägrens gasanläggningar var nazisternas ”radikala åtgärd” för att avlägsna alla judar som förts samman i eller deporterats till getton och läger i centrala och östra Polen. Nära två miljoner judar dödades i dessa fyra förintelseläger.

### Polisfångläger
Under begreppet Polizeihaftlager (sv: Polisfångläger) ingick en rad lägertyper: polisfängelser, säkerhetshäktesläger, uppsamlingsläger, judeläger, arbetsläger med flera. De inrättades framför allt i ockuperade länder och stod under säkerhetspolisens (Sipo), säkerhetstjänstens (SD) och Gestapos kontroll. Förhållandena i dessa läger var lika eländiga och brutala som i koncentrationslägren. Till denna lägertyp hörde de uppsamlingsläger för judar som fanns i tyska storstäder samt bland annat följande interneringsläger i andra länder: 

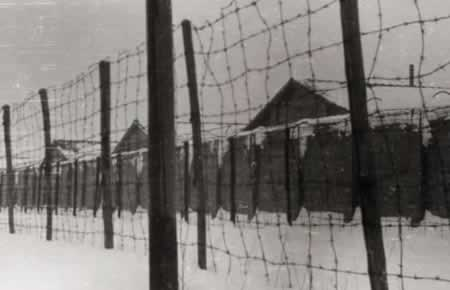
Interneringslägret Fossoli di Carpi, Italien, 1944. Foto: La Fondazione ex-campo Fossoli

- Westerbork och Amersfoort i Nederländerna
- Breendonk och Mechelen/Malines i Belgien
- Drancy och Compiègne i Frankrike
- Fossoli di Carpi och Risiera di San Sabba i Italien
- Horserød och Frøslev i Danmark
- Grini i Norge
- Sajmište och Banjica i Serbien
- Chaidari i Grekland
- Sered i Slovakien
- Zamość i Polen
- Salaspils i Lettland

### Gestapoläger

#### Arbets- och disciplineringsläger
Gestapos Arbets- och disciplineringsläger (tyska: Arbeitserziehungslager), ibland kallade ”Gestapos koncentrationsläger”, fanns både inom och utanför Tyska rikets gränser. Detta var läger framförallt för tyska och östeuropeiska civila tvångsarbetare som brutit mot sina arbetskontrakt eller på något sätt visat motstånd. Många tyska kvinnor internerades också på grund av att de varit i kontakt med utländska ”gästarbetare” vilket var förbjudet. Strafftiden för fångarna i dessa läger var tidsbegränsad till mellan tre veckor och tre månader. År 1940 fanns 40 Arbets- och disciplineringsläger, 1945 hade antalet ökat till 200. Mellan 1939 och 1945 internerades omkring en halv miljon personer.

#### Utvidgade polisfängelser
Över hundra läger kallade Utvidgade polisfängelser (tyska: Erweiterten Polizeigefängnisse) började inrättas på regional nivå av Gestapo 1943. De omnämndes som genomgångs- och disciplineringsläger, i själva verket var de små koncentrationsläger för tvångsarbete. De förlades oftast i direkt anslutning till fabriker eller verkstäder. Dessa läger påminde om Arbets- och discipileringslägren med den skillnaden att här inte förekom någon så kallad disciplinering och att interneringstiden inte var tidsbegränsad.

### Tvångsarbetsläger
Mängden av tvångsarbetsläger för judar upprättade av nazisterna i ockuperade områden är i det närmaste oöverskådlig. Mellan 1940 och 1943 fanns det inom den så kallade ”Organisation Schmelt” mer än 177 arbetsläger för 50 000 judar i Schlesien och Sudetenland. På ockuperad mark i Polen och Sovjet upprättades omkring 800 arbetsläger där över en kvarts miljon judar utnyttjades. De arbetade framförallt med upprustning och byggen av vägar, broar och annan infrakstruktur. Under sommaren och hösten 1943 fördes majoriteten av dessa judiska tvångsarbetare till förintelseläger och mördades.

Nya arbetsläger för judar inrättades i Tyskland och Österrike 1944. Bristen på arbetskraft till krigsindustrin var akut och när över 400 000 ungerska judar under försommaren deporterades till Auschwitz valdes tusentals arbetsföra män, kvinnor och barn ut till arbete i tyska vapenfabriker.

### Judiska getton

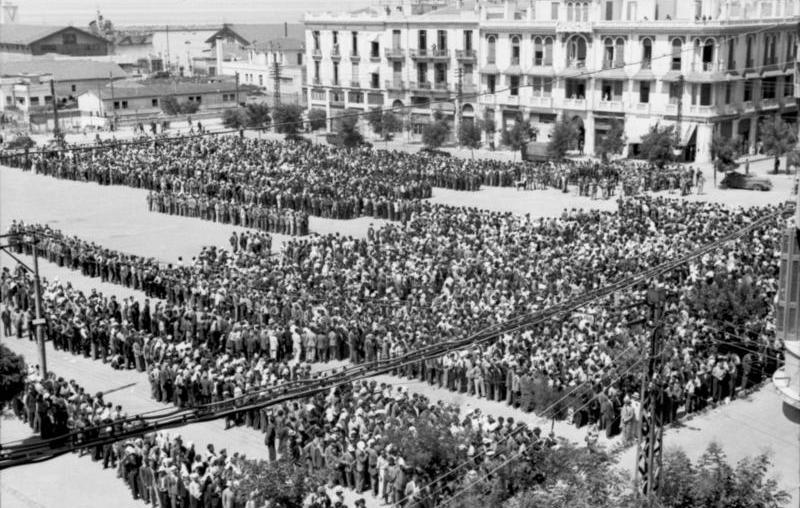
Judar som gripits, uppsamlade på ett torg i Thessaloniki, Grekland 1942.

De judiska gettona var en slags kombination av koncentrationsläger, arbetsläger, uppsamlings- och genomgångsläger. Nazityskland upprättade omkring 1 200 judiska getton inom sitt intresseområde i östra och sydöstra Europa. Några av de mest kända är:
- Theresienstadt i Böhmen och Mähren, Tjeckien
- Łódź getto i Warthegau, Polen
- Warszawas getto i Generalguvernementet, Polen
- Minsks getto i Belarus
- Budapests getto i Ungern
- Thessalonikis getto i Grekland

### ”Zigenarläger”
Interneringsläger för romer och sinti, så kallade ”Zigenarläger”, fanns i många tyska städer redan 1935. De upprättades på kommunal nivå. År 1939 hårdnade den nazityska raspolitiken med direktiv om deportation av oönskade ”zigenare”. Lägren som nu inrättades fungerade som arbetsläger eller genomgångsläger. 1941 deporterades tusentals romer och sinti till ett ”zigenarläger” inom det judiska gettot i Łódź och från 1942 till ett Zigeuner-Familienlager i Auschwitz-Birkenau.

### Ungdomsläger

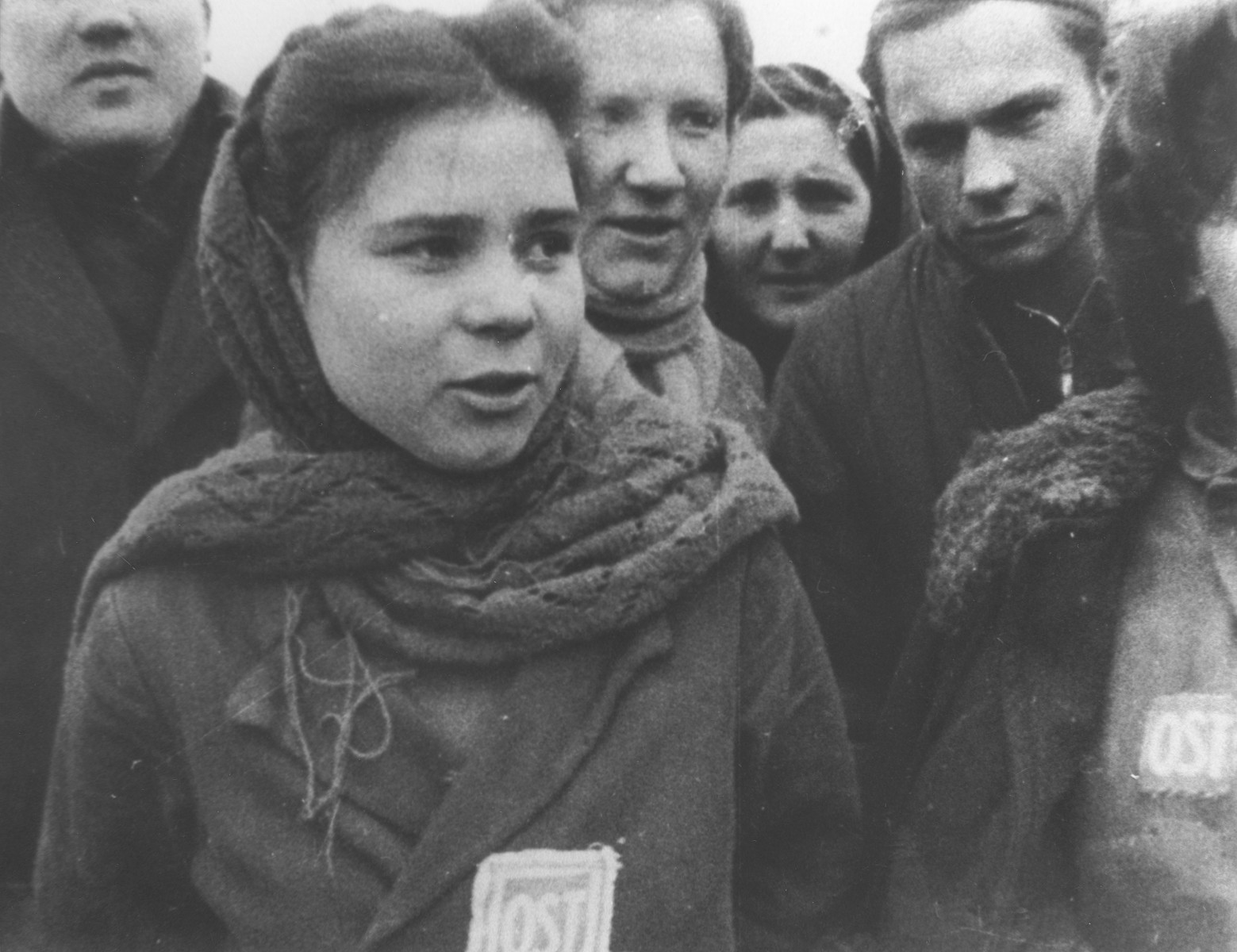
Belarusier, ukrainare och balter som arbetat i den tyska rustningsindustrin befrias från ett läger utanför Lodz i januari 1945. Dessa Ostarbeiter var tvungna att bära ett märke med texten ”OST”.

Nazisterna inrättade även läger för ungdomar som de ansåg obildbara eller asociala. Officiellt var syftet med lägren att uppfostra ungdomarna men i själva verket utnyttjade man dem som arbetskraft och för medicinska experiment och rasbiologisk forskning. Unga pojkar var internerade i Moringen och flickor i lägret Uckermark vid Ravensbrück. I Łódź i Polen hade man ett läger kallat ”Förvaringslägret för polska ungdomar”. De flesta av dessa barn och ungdomar fördes vid cirka sexton års ålder över till koncentrationsläger.

### Läger för utländska arbetare
Bland tvångsläger räknas också cirka 30 000 inrättningar för civila utländska ”gästarbetare”. Förhållandena i dessa barackområden var inte mycket olika de i koncentrationslägren. Mer än åtta miljoner personer av utländskt ursprung arbetade mot sin vilja i den tyska industrin (krigsfångar och KZ-fångar inte inräknade).